# Palazzo Fontana Rezzonico
Palazzo Fontana Rezzonico è un palazzo di Venezia, ubicato nel sestiere di Cannaregio, affacciato sul lato sinistro del Canal Grande, poco prima del palazzo Ca' d'Oro, tra la confluenza del Rio di San Felice ed il Palazzo Miani Coletti Giusti.

## Storia
I proprietari e committenti del palazzo furono i Fontana, mercanti originari del piacentino che si stabilirono a Venezia verso la metà del Cinquecento. Decisi a costruirsi un proprio palazzo, nei primi del Seicento acquistarono una struttura preesistente che venne demolita per fare posto all'attuale edificio.
Verso la fine del Seicento il palazzo venne dato in affitto alla famiglia Rezzonico, da poco tempo ascritta alla nobiltà veneziana, in attesa che venisse completata la costruzione della loro proprietà di Ca' Rezzonico. In questo edificio nel 1693 nacque Carlo Rezzonico, il futuro papa Clemente XIII.
Come molte altre famiglie veneziane, con la crisi derivata dalla caduta della Repubblica di Venezia, i Fontana furono costretti a vendere il loro palazzo che venne acquistato dal banchiere Johann Conrad Reck. Successivamente venne acquistato dai Levi e poi dai Sullam, che sono gli attuali proprietari.

## Architettura
Il palazzo venne innalzato secondo lo stile rinascimentale ma con il passare del tempo ha assunto anche delle caratteristiche riferibili al Barocco. Alla prima vista, la facciata presenta una asimmetria molto accentuata.
Al pian terreno si aprono due portali d'acqua: il principale è posizionato centralmente sotto la quadrifora del piano nobile mentre il secondario, di più piccole dimensioni, è posizionato sull'estrema destra della facciata. Il primo e il secondo piano nobile sono quasi identici, con le polifore affiancate da due monofore a sinistra e quattro a destra, tutte con archi a tutto sesto e balconcini aggettanti. Sulla copertura svettano due piccoli obelischi costruiti quasi interamente in cotto.